# عیسی کابوره
عیسی کابوره (انگلیسی: Issa Kaboré؛ زادهٔ ۱۲ مهٔ ۲۰۰۱) بازیکن فوتبال اهل بورکینافاسو است که در پست مدافع راست برای باشگاه منچستر سیتی در لیگ برتر انگلستان و تیم ملی بورکینافاسو بازی می‌کند.
از باشگاه‌هایی که در آن بازی کرده‌است می‌توان به باشگاه فوتبال منچستر سیتی، باشگاه فوتبال مشلان، و باشگاه فوتبال تروا اشاره کرد.
وی همچنین در تیم ملی فوتبال بورکینافاسو بازی کرده‌است.

## آمار ملی
تا تاریخ ۲۳ مرداد ۱۴۰۳
| بورکینافاسو | بورکینافاسو | بورکینافاسو | بورکینافاسو |
| سال         | بازی        | گل          | پاس گل      |
| ----------- | ----------- | ----------- | ----------- |
| ۲۰۱۹        | ۳           | ۰           | ۰           |
| ۲۰۲۰        | ۴           | ۰           | ۲           |
| ۲۰۲۱        | ۱۰          | ۱           | ۱           |
| ۲۰۲۲        | ۱۳          | ۱           | ۵           |
| ۲۰۲۳        | ۶           | ۰           | ۰           |
| ۲۰۲۴        | ۴           | ۰           | ۲           |
| مجموع       | ۴۰          | ۲           | ۱۰          |

### گل‌های ملی
| شماره | تاریخ         | ورزشگاه         | بازی ملی | حریف   | نتیجه | رقابت                        |
| ----- | ------------- | --------------- | -------- | ------ | ----- | ---------------------------- |
| ۱     | ۸ اکتبر ۲۰۲۱  | ورزشگاه مراکش   | ۱۳       | جیبوتی | ۴–۰   | مرحله مقدماتی جام جهانی ۲۰۲۲ |
| ۲     | ۲ ژانویه ۲۰۲۲ | ورزشگاه السعبات | ۱۸       | گابن   | ۳–۰   | دوستانه                      |

## افتخارات

### باشگاهی
منچستر سیتی
- جام خیریه انگلستان (۱): ۲۰۲۴

### فردی
- بهترین بازیکن جوان جام ملت‌های آفریقا (۱): ۲۰۲۱